# Campeonato Europeu de Patinação Artística no Gelo de 1951
O Campeonato Europeu de Patinação Artística no Gelo de 1951 foi a quadragésima terceira edição do Campeonato Europeu de Patinação Artística no Gelo, um evento anual de patinação artística no gelo organizado pela União Internacional de Patinação (em inglês:  International Skating Union) onde os patinadores artísticos competem pelo título de campeão europeu. A competição foi disputada entre os dias 2 de fevereiro e 4 de fevereiro, na cidade de Zurique, Suíça.

## Eventos
- Individual masculino
- Individual feminino
- Duplas

## Medalhistas
| Evento                        | Ouro                                       | Prata                                   | Bronze                                    |
| Individual masculino detalhes | Helmut Seibt · Áustria                     | Horst Faber · Alemanha Ocidental        | Carlo Fassi · Itália                      |
| Individual feminino detalhes  | Jeannette Altwegg · Reino Unido            | Jacqueline du Bief · França             | Barbara Wyatt · Reino Unido               |
| Duplas detalhes               | Ria Baran · Paul Falk · Alemanha Ocidental | Eliane Steineman · André Calame · Suíça | Jennifer Nicks · John Nicks · Reino Unido |

## Resultados

### Individual masculino
| Pos.              | Nome               | Nacionalidade      |
| ----------------- | ------------------ | ------------------ |
| Medalha de ouro   | Helmut Seibt       | Áustria            |
| Medalha de prata  | Horst Faber        | Alemanha Ocidental |
| Medalha de bronze | Carlo Fassi        | Itália             |
| 4                 | Michael Carrington | Reino Unido        |
| 5                 | Freimut Stein      | Alemanha Ocidental |
| 6                 | François Pache     | Suíça              |
| 7                 | Martin Felsenreich | Áustria            |
| 8                 | Fritz Loosli       | Suíça              |

### Individual feminino
| Pos.              | Nome                       | Nacionalidade      |
| ----------------- | -------------------------- | ------------------ |
| Medalha de ouro   | Jeannette Altwegg          | Reino Unido        |
| Medalha de prata  | Jacqueline du Bief         | França             |
| Medalha de bronze | Barbara Wyatt              | Reino Unido        |
| 4                 | Valda Osborn               | Reino Unido        |
| 5                 | Beryl Bailey               | Reino Unido        |
| 6                 | Gundi Busch                | Alemanha Ocidental |
| 7                 | Helga Dudzinski            | Alemanha Ocidental |
| 8                 | Lotte Schwenk              | Áustria            |
| 9                 | Suzanne Wirz               | Suíça              |
| 10                | Inge Jell                  | Alemanha Ocidental |
| 11                | Yolande Jobin              | Suíça              |
| 12                | Ghislaine Kopf             | Áustria            |
| 13                | Leena Pietilä              | Finlândia          |
| 14                | Gun Ericson                | Suécia             |
| 15                | Alida Elisabeth Stoppelman | Países Baixos      |
| 16                | Bjørg Lohner               | Noruega            |
| 17                | Rietje van Erkel           | Países Baixos      |
| 18                | Yvonne Ruts                | Países Baixos      |

### Duplas
| Pos.              | Nome                                | Nacionalidade      |
| ----------------- | ----------------------------------- | ------------------ |
| Medalha de ouro   | Ria Baran / Paul Falk               | Alemanha Ocidental |
| Medalha de prata  | Eliane Steineman / André Calame     | Suíça              |
| Medalha de bronze | Jennifer Nicks / John Nicks         | Reino Unido        |
| 4                 | Silvia Grandjean / Michel Grandjean | Suíça              |
| 5                 | Inge Minor / Hermann Braun          | Alemanha Ocidental |
| 6                 | Elly Stärck / Harry Gareis          | Áustria            |
| 7                 | Marlies Schrör / Hans Schwarz       | Alemanha Ocidental |
| 8                 | Elizabeth Williams / John McCann    | Reino Unido        |
| 9                 | Silva Palme / Marco Lajovic         | Iugoslávia         |
| 10                | Doris Clayden / Ronald Clayden      | Reino Unido        |

## Quadro de medalhas
| Ordem | País               | Medalha de ouro | Medalha de prata | Medalha de bronze |   | Ordem por total |
| ----- | ------------------ | --------------- | ---------------- | ----------------- | - | --------------- |
| 1     | Alemanha Ocidental | 1               | 1                |                   | 2 | 2               |
| 2     | Reino Unido        | 1               |                  | 2                 | 3 | 1               |
| 3     | Áustria            | 1               |                  |                   | 1 | 3               |
| 4     | França             |                 | 1                |                   | 1 | 3               |
| 4     | Suíça              |                 | 1                |                   | 1 | 3               |
| 6     | Itália             |                 |                  | 1                 | 1 | 3               |
| TOTAL | TOTAL              | 3               | 3                | 3                 | 9 | —               |